# Cleomedes d'Astipalea
Cleomedes (grec antic: Κλεομήδης, llatí: Cleomedes) va ser un atleta grec d'Astipalea del qual Plutarc i Pausànies recorden una llegenda referida a la 72a olimpíada (492 aC): es diu que llavors va matar el seu rival Icos d'Epidaure en un combat de boxa, i els jutges el van acusar d'haver lluitat de manera deslleial i el van castigar amb la pèrdua del triomf.
Va embogir, i va tornar a la seva illa i per la ràbia va pegar un cop de puny a un pilar que aguantava una escola, i va fer caure el pilar i tota l'escola. Va matar una seixantena de nens. Perseguit pel poble es va haver de refugiar al temple d'Atena i quan els que el perseguien van poder-hi entrar van veure que ja no hi era. Consultat l'oracle per saber què havia passat va respondre "ὕπατος ἡρώων Κλεομήδης Ἀστυπαλαιεύς ὅν θυσίαις τιμᾶθ᾽ ὡς μηκέτι θνητὸν ἐόντα", Cleomedes és el darrer dels herois i li heu de retre culte. Així es va fer.